# Castillo de Beaumaris
El Castillo de Beaumaris es un castillo en la localidad galesa de Beaumaris. Fue construido por Eduardo I como parte de la campaña de la conquista de Gales. Diseñado por James de Saint George, comenzó a edificarse en 1295, pero nunca fue terminado. Fue posicionado para hacer frente a Garth Celyn en la costa opuesta del estrecho de Menai y tenía por finalidad, junto con el castillo de Conwy y el de Caernarfon, en cada extremo del estrecho, eclipsar el hogar Real galés y ser centro de la resistencia a las fuerzas inglesas.
Forma parte del conjunto de castillos y murallas del rey Eduardo en Gwynedd, designado Patrimonio de la Humanidad por la Unesco en 1986. Algunos autores consideran que, desde el punto de vista arquitectónico, es el mejor castillo de Gran Bretaña.

## Construcción
El Castillo de Beaumaris, situado en la isla de Anglesey, fue la última de las fortalezas que Eduardo I mandó construir en Gales del Norte. La edificación comenzó en 1295 y se prolongó por 35 años, con 3500 trabajadores en el momento álgido de la construcción. La financiación y los materiales se agotaron cuando la atención del rey se centró en Escocia, por lo que el castillo nunca se terminó, aunque se habían gastado 15 000 libras en su construcción.
Durante la construcción, Eduardo ordenó que se desalojara a los habitantes de la cercana Llanfaes y se los recolocara en Newborough, al otro lado de la isla.
El arquitecto del rey, el Maestro James de Saint George recurrió a su experiencia para diseñar Beaumaris, por lo que sus defensas y líneas de abastecimiento están soberbiamente planeadas. Se construyó siguiendo un plan concéntrico: la guardia interior está completamente rodeada por una guardia exterior. El castillo tiene una dársena de marea que le permite ser abastecido por mar y está rodeado por un foso lleno de agua. Las defensas incluyen numerosas e ingeniosas aspilleras por donde disparar, y las entradas están protegidas por hoyos de la muerte por donde se podían arrojar sustancias, como aceite caliente, sobre los enemigos. 

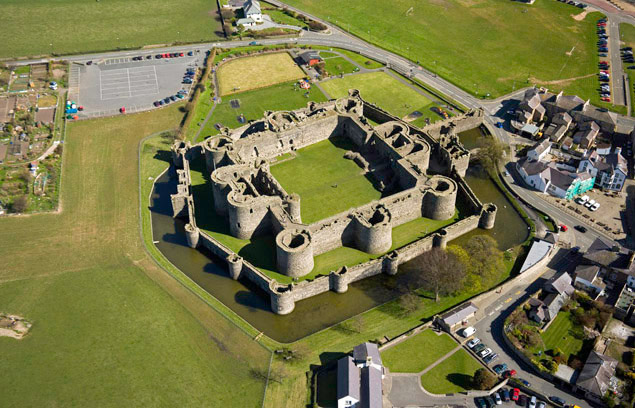
Vista aérea del castillo

La planta del castillo es casi cuadrada, y tiene mucho en común con la de los castillos de Caerphilly y Harlech. El patio interior es rectangular, con una torre redonda en cada esquina. En los lados sur y norte hay dos enormes puertas de entrada, protegidas por dos torres que siguen el patrón típico en forma de D, mientras que otras dos torres defienden los lados este y oeste. El gran salón y otros edificios residenciales habrían sido construidos en este patio interior.
La muralla interior está rodeada por otra exterior, defendida por torres y sus propias puertas de entrada. Estas puertas no están alineadas con las interiores, lo que impide que los atacantes puedan entrar en línea recta al castillo. Las murallas de la dársena se extienden desde la muralla sur cerca de la puerta de entrada, que también sirve de posición de tiro. A diferencia de las simples murallas exteriores de Caerphilly y Harlech, las de Beaumaris son mucho más gruesas y tienen pasadizos internos que permiten a los defensores acceder a las aspilleras.
El castillo nunca fue terminado. La conquista de Gales estaba prácticamente completada en el momento de la construcción, y los inmensos gastos de construcción de este tipo de gran fortaleza hubieran drenado los fondos necesarios para las campañas de Escocia.
En 1950, fue declarado edificio listado de grado I.